# Mariano Viñuales Tierz
Mariano Viñuales Tierz (Huerto, Huesca, 12 de febrero de 1919 - Huesca, 13 de octubre de 2013) fue un comunista aragonés, militante del Partido Comunista de España, que combatió en las filas del Ejército Popular Republicano (EPR) primero y de las Fuerzas Francesas del Interior (FFI) después. Fue detenido en Huerto en 1944, tras un aviso de vecinos adeptos del régimen franquista a las autoridades de la población y una denuncia de las mismas a la policía. Viñuales había entrado poco antes armado por la frontera dispuesto a unirse al maquis. Sometido a un Consejo de Guerra por un delito de Rebelión, Viñuales fue condenado en 1945 a la pena de 12 años y 1 día de cárcel.

## Ingreso en el Partido Comunista de España
Hijo de trabajadores del campo, Mariano Viñuales se dedicó a esa misma tarea desde niño. Motivado por la sublevación de Jaca, se acercó a las filas comunistas, militando en el Partido Comunista de España y constituyendo en Huerto una agrupación local del partido comunista.

## Guerra civil española
Mariano Viñuales participó en los primeros enfrentamientos de la guerra civil española, peleando contra el Bando Nacional que había llevado a cabo el Golpe de Estado en España de julio de 1936. Encontrándose enfermo en aquel momento, el 19 de julio del 36, a los 17 años, ya participó en una huelga general contra el Golpe de Estado en España de julio de 1936 y levantó barricadas para la defensa de la II República española. 
Más tarde, pasado ese primer instante, Mariano Viñuales se integró en el Ejército Popular, concretamente en la 32 División, 137 Brigada Mixta, IV Batallón, XI Cuerpo del Ejército. Participó en los combates del Frente de Aragón, resultó malherido en la Batalla del Ebro y, antes de concluir la guerra, se exilió en Francia.

## Campos de concentración nazis y Resistencia Francesa
En Francia, Mariano Viñuales fue capturado por los nazis, internado en campos de concentración y obligado a integrar los batallones de trabajadores alemanes. Un día logró escapar tirándose de un tren y se sumó a la Resistencia Francesa.
Con la intención de colaborar con el maquis, regresó armado a España en 1944.

## Denuncia de las autoridades franquistas de Huerto
Tras llegar a Huerto, Mariano Viñuales inmediatamente fue detenido en la misma población por una denuncia en la policía de las nuevas autoridades franquistas de la localidad, tras ser avisadas éstas del retorno de Viñuales por vecinos de la población de Huerto fieles al régimen franquista.

## Juicio y condena por rebelión
Su detención en Huerto condujo a Mariano Viñuales a ser procesado por dos Consejos de Guerra y condenado a doce años y un día de prisión por Rebelión, condena que cumplió en las cárceles de Torrero en Zaragoza y de Valencia. 
Tras la salida de la cárcel, Viñuales volvió a su vida diaria y al trabajo, así como a la militancia en el Partido Comunista de España, que mantuvo hasta el fin de su vida.

## Fallecimiento
Mariano Viñuales falleció el 13 de octubre de 2013. Su velatorio fue celebrado en Huesca el 14 de octubre de 2013. Sus restos mortales descansan en el cementerio de Huerto, la localidad oscense que le vio nacer.